# Joachim Sauer
Joachim Sauer, född 19 april 1949 i Hosena i Senftenberg, Brandenburg, är en tysk kemist.
Sauer är professor i fysikalisk och teoretisk kemi vid Humboldt-Universität zu Berlin. Han är sedan 1998 gift med Tysklands tidigare förbundskansler Angela Merkel. Inofficiellt fungerade han därför som "förste make" i Tyskland vid regeringschefssammankomster. Officiellt är dock förbundspresidentens maka landets första dam och högst i diplomatisk rang och fullgör de representativa plikter som traditionellt tillkommer statschefens partner. Sauer har därför under hustruns kanslerskap fortsatt vara yrkesaktiv universitetsforskare.